# Scott Hill (Posaunist)
Scott Cathcart Hill (* 6. Oktober 1947; † 24. April 2018) war ein US-amerikanischer Jazzposaunist, der in der Dixieland-Szene seiner Heimatstadt New Orleans aktiv war.

## Leben und Wirken
Hill wuchs in New Orleans auf, besuchte die Fortier High School (Abschluss 1965) und studierte an der dortigen Loyola University (Abschluss 1969). Im Laufe seiner Karriere spielte er u. a. mit Ellis Marsalis (mit dem er auch in der Carnegie Hall auftrat), Ella Fitzgerald, Vince Vance und Teresa Brewer; außerdem tourte er in Frankreich. Regelmäßig spielte er auch in der Preservation Hall. In den 1970er-Jahren gehörte er der French Market Jazz Band an, mit der er die Alben Direct from New Orleans und A Buggy Full of Jazz Vol 2 einspielte; Hill betätigte sich außerdem als Lokalhistoriker. Im Bereich des Jazz war er zwischen 1970 und 1977 an weiteren Aufnahmesessions mit Frank Trapani (Down in Honky Tonk Town), Wallace Davenport (Sweet Georgia Brown, 1974) und Aline White (I Shall Not Be Moved, 1974) beteiligt.
Der Posaunist ist nicht mit dem gleichnamigen amerikanischen Jazz-Holzbläser zu verwechseln, der u. a. mit Stéphane Kerecki spielte.